# SMAD6
SMAD6 (англ. SMAD family member 6) – білок, який кодується однойменним геном, розташованим у людей на короткому плечі 15-ї хромосоми. Довжина поліпептидного ланцюга білка становить 496 амінокислот, а молекулярна маса — 53 497.
| 10         |  | 20         |  | 30         |  | 40         |  | 50         |
| ---------- |  | ---------- |  | ---------- |  | ---------- |  | ---------- |
| MFRSKRSGLV |  | RRLWRSRVVP |  | DREEGGSGGG |  | GGGDEDGSLG |  | SRAEPAPRAR |
| EGGGCGRSEV |  | RPVAPRRPRD |  | AVGQRGAQGA |  | GRRRRAGGPP |  | RPMSEPGAGA |
| GSSLLDVAEP |  | GGPGWLPESD |  | CETVTCCLFS |  | ERDAAGAPRD |  | ASDPLAGAAL |
| EPAGGGRSRE |  | ARSRLLLLEQ |  | ELKTVTYSLL |  | KRLKERSLDT |  | LLEAVESRGG |
| VPGGCVLVPR |  | ADLRLGGQPA |  | PPQLLLGRLF |  | RWPDLQHAVE |  | LKPLCGCHSF |
| AAAADGPTVC |  | CNPYHFSRLC |  | GPESPPPPYS |  | RLSPRDEYKP |  | LDLSDSTLSY |
| TETEATNSLI |  | TAPGEFSDAS |  | MSPDATKPSH |  | WCSVAYWEHR |  | TRVGRLYAVY |
| DQAVSIFYDL |  | PQGSGFCLGQ |  | LNLEQRSESV |  | RRTRSKIGFG |  | ILLSKEPDGV |
| WAYNRGEHPI |  | FVNSPTLDAP |  | GGRALVVRKV |  | PPGYSIKVFD |  | FERSGLQHAP |
| EPDAADGPYD |  | PNSVRISFAK |  | GWGPCYSRQF |  | ITSCPCWLEI |  | LLNNPR     |

A: Аланін

C: Цистеїн

D: Аспарагінова кислота

E: Глутамінова кислота

F: Фенілаланін

G: Гліцин

H: Гістидин

I: Ізолейцин

K: Лізин

L: Лейцин

M: Метіонін

N: Аспарагін

P: Пролін

Q: Глутамін

R: Аргінін

S: Серин

T: Треонін

V: Валін

W: Триптофан

Кодований геном білок за функцією належить до фосфопротеїнів. 
Задіяний у таких біологічних процесах, як транскрипція, регуляція транскрипції, альтернативний сплайсинг. 
Білок має сайт для зв'язування з іонами металів, іоном цинку, ДНК. 
Локалізований у ядрі.